# Cuevas de Capricornio
Las Cuevas de Capricornio (en inglés: Capricorn Caves) se encuentran a 23 km al norte de Rockhampton, en el estado de Queensland, al este de Australia. Fueron descubiertas en 1882 por un noruego de nombre John Olsen. Luego este pasó a reclamar la tierra bajo un título de arrendamiento y esperó para abrir la atracción al público hasta 1884. La propiedad posteriormente fue reclasificada y es hoy uno de los sistemas de cuevas de propiedad privada más grandes en Australia. La atracción está todavía abierta al público y es uno de los atractivos turísticos de más larga duración en Queensland.